# اوا آئولین
اِوا بیرگیتا آئولین (به سوئدی: Ewa Birgitta Aulin؛ زادهٔ ۱۳ فوریهٔ ۱۹۵۰) بازیگر اهل سوئد است.

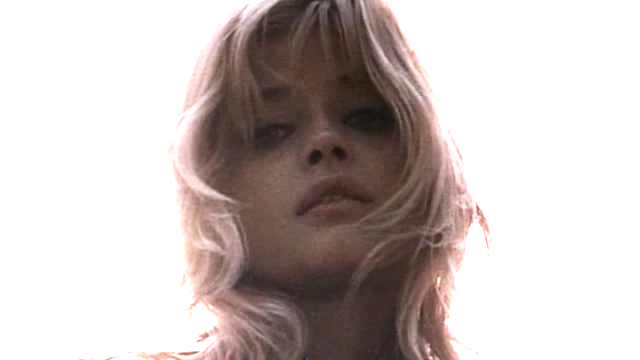
اِوا آئولین در صحنه‌ای از فیلم همینی‌ام که هستم (۱۹۶۶)

وی در سال ۱۹۶۵، زمانی که ۱۵ سال داشت، عنوان «دختر شایسته نوجوان سوئد» را به دست آورد و پس از آن، گونار فیشر از او دعوت کرد تا در فیلم کوتاه ساز شیطان در نقش دختر جوان ظاهر شود. او سپس نماینده سوئد در نخستین دوره مسابقه دوشیزه نوجوان بین‌المللی بود که در ۶ آوریل ۱۹۶۶ در هالیوود، کالیفرنیا برگزار شد. اِوا برنده شد و عنوان دختر شایسته نوجوان بین‌المللی ۱۹۶۶ را به دست آورد.
در سال ۱۹۷۴، اِوا آئولینِ ۲۴ ساله با چزاره پالادینو، توسعه‌دهنده ثروتمند املاک، ازدواج کرد و آن‌ها صاحب دو دختر شدند. یکی از دختران آن‌ها، اولیویا پالادینو، بعدها شریک زندگی جوزپه کونته، پنجاه‌وهشتمین نخست‌وزیر ایتالیا، شد. آئولین حرفه بازیگری خود را رها کرد، در دانشگاه ثبت‌نام نمود و معلم مدرسه شد. از زمان بازنشستگی، او تنها در یک فیلم دیگر با عنوان یک خواهشی ازتون دارم (۱۹۹۶) در نقشی فرعی ظاهر شده است.
از فیلم‌هایی که وی در آن نقش داشته است، می‌توان به وقتی عشق شهوت است، فیورینا، گاو ماده، مرگ به یک قاتل لبخند می‌زند، آب‌نبات، خوشی من، خوشی توست و همینی‌ام که هستم اشاره کرد.